# جون رايلي تانر
جون رايلي تانر (بالإنجليزية: John Riley Tanner)‏ (و. 1844 – 1901 م) هو سياسي من الولايات المتحدة الأمريكية ولد في مقاطعة واريك.